# Přepeře (okres Semily)
Obec Přepeře (německy Pschepersch) se nachází v okrese Semily, kraj Liberecký, v západním sousedství města Turnova, na pravém břehu řeky Jizery. Žije zde přibližně 1 000 obyvatel.

## Historie
První písemná zmínka o obci pochází z roku 1323.
Ve vsi Přepeře s 1050 obyvateli v roce 1932 byly evidovány tyto úřady, živnosti a obchody:
poštovní úřad, telegrafní úřad, telefonní úřad, katolický kostel, kostel československé církve, 2 brusírny, cihelna, 2 cukráři, družstvo pro rozvod elektrické energie, galanterie, 4 holiči, 3 hostince, 2 koláři, Dělnický konsum, 2 kováři, 4 krejčí, malíř, obchod s mlékem, mlýn, obchod s obuví Baťa, 5 obuvníků, optik, 4 obchody s ovocem, 3 pekaři, pila, 2 řezníci, 2 sedláři, 2 brusírny skla, 3 obchody se smíšeným zbožím, Pojizerská záložna, 2 školky, švadlena, tkalcovna, trafika, 5 truhlářů, 2 zahradnictví

## Pamětihodnosti
- Kostel svatého Jakuba Staršího
- Hřbitovní kaple
- Krucifix
- Socha svaté Agáty
- Fara

## Osobnosti
- Jozef Soukup (1919-2004), sklářský výtvarník, medailér a šperkař